# Голкотримач

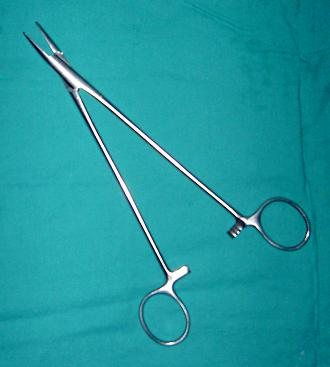
Голкотримач з замком (Гегара)

Голкотримач — це хірургічний інструмент, що використовують для утримання хірургічної голки, якою з'єднують та фіксують тканини під час виконання оперативного втручання.

## Призначення
Використовують, як один із складових елементів при накладанні швів.
Належить до підгрупи інструментів для з'єднання тканин. Інструмент складається із 2-ох браншів (утримуючих коротких масивних «губних» поверхонь), ручок та крамольєри (замка, хоча бувають голкотримачі без замків). Особливість голкотримача у тому, що потрібно забезпечити надійне та міцне утримування хірургічної голки в необхідному положенні під час зашивання (прошивання) тканин, одночасно не створивши надмірний тиск на саму голку (це може призвести до її згинання чи навіть зламу).

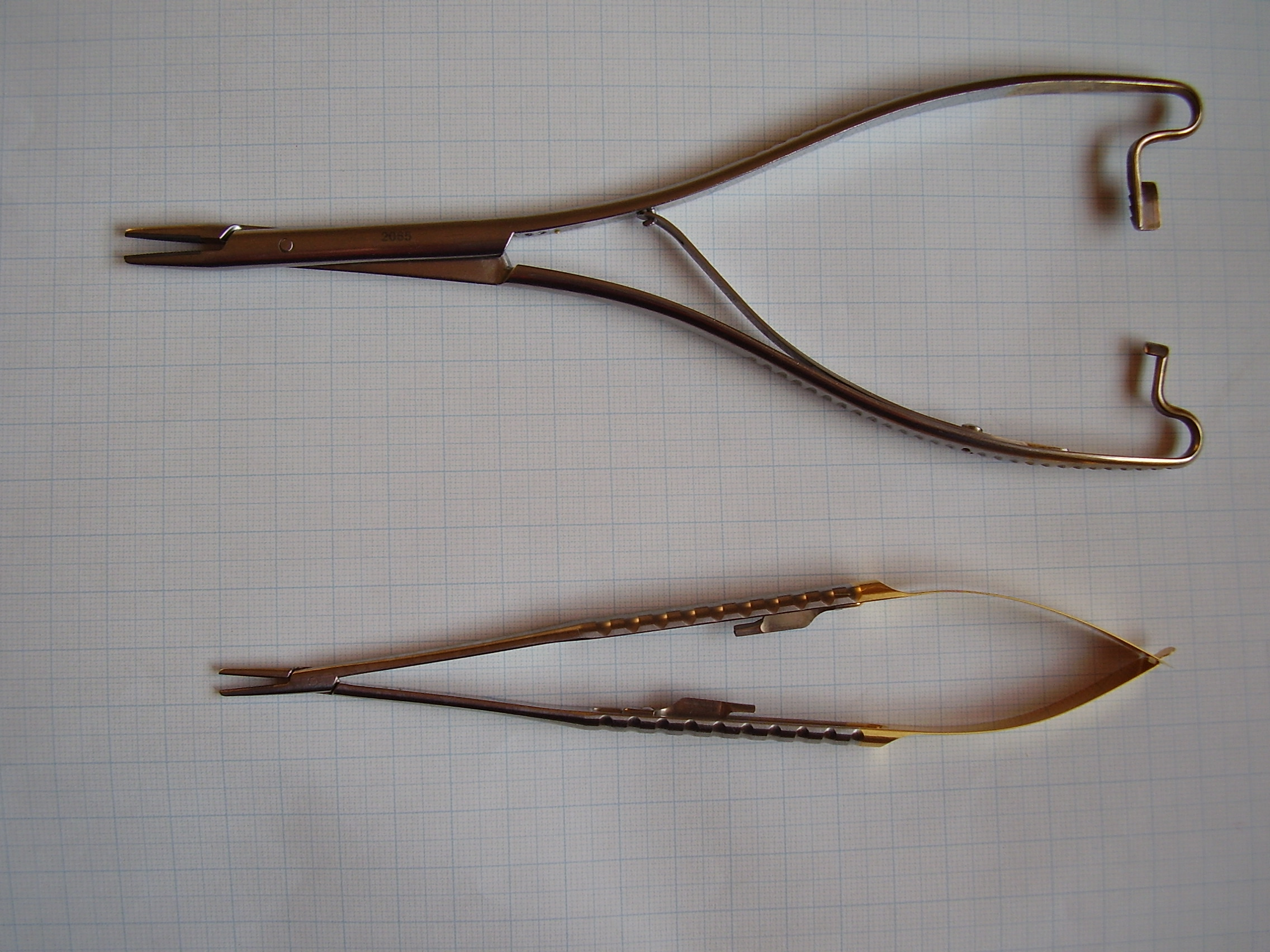
Голкотримачі: Матьє(зверху), Мікрохірургічний (знизу)

## Класифікація
Оскільки голки бувають різні за товщиною та формою, відповідно необхідні інструменти з різною «фіксаційною силою».

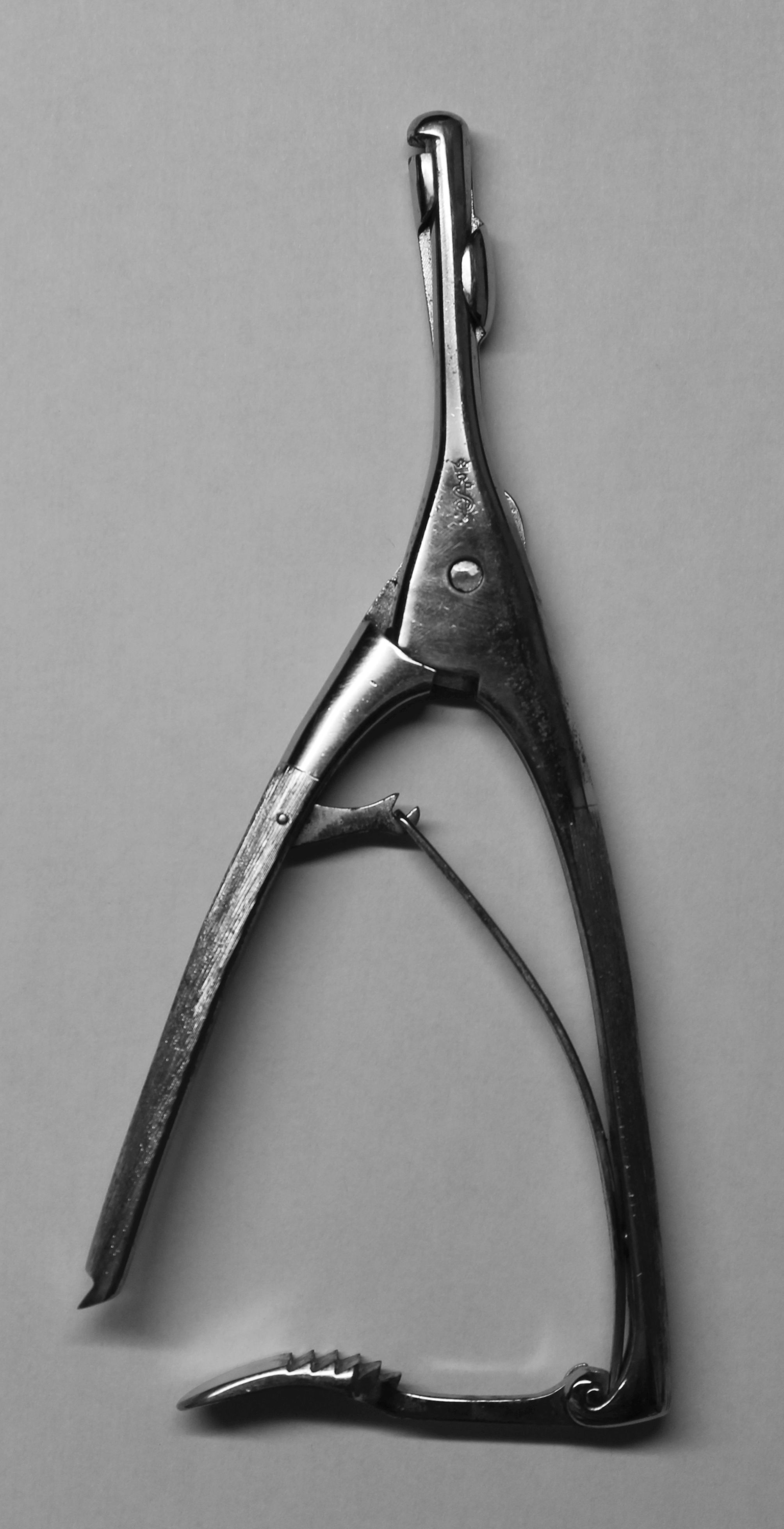
Голкотримач Хагедорн

У зв'язку з цим вирізняють такі голкотримачі:
- Голкотримач Гегара (Hegar(англ.), також Хегара) — класичний прямий голкотримач з різною довжиною та шириною ручок (відповідно бранш теж). На обох стискаючих поверхнях бранш є специфічні поздовжні впадини, які краще фіксують голку. У сучасному варіанті більшого розповсюдження набув голкотримач Мейо — Гегара (Mayo-Hegar(англ.)), який має різну насічку на браншах (без впадин), хоч його теж називають Гегарівським.
- Голкотримач Кодівілли використовують для утримання прямих хірургічних голок при зшиванні сухожилків. Він має складну форму однієї з ручок, що підвищує функціональність інструменту.
- Голкотримач Барракера використовують у мікрохірургії ока. Він вирізняється присутністю напівсферичних заглиблень на кінцях внутрішніх поверхонь бранш, завдяки чому, голка може утримуватись під будь-яким кутом до осі інструменту.
- Голкотримач Занда слугує для роботи з очною хірургічною голкою під час накладання швів. Він являє собою поєднання пінцета із затискачем, при цьому одна бранша інструменту є для них спільною.
- Голкотримач Лангенбека — голкотримач зі свинцевими накладками на робочих губках, що забезпечує надійнішу фіксацію голки.
- Голкотримач Матьє (Mathieu(англ.)) оснащений пружними ручками та кремальєрним замком, що розмикається при подальшому стисканні обох ручок.
- У голкотримачі Троянова справжня кремальєра знаходиться на кінцевій частині ручок, тому її розтягування виконується V пальцем руки а бранші специфічно зігнуті.
- Голкотримач Кастров'єхо (Castroviejo(англ.)) використовують у судинній хірургії, для утримання «малих» хірургічних голок, найчастіше атравматичних.
- Голкотримач Олсона (Olsen-Hegar(англ.)) — прямий голкотримач-ножиці, де після «губ для голки» йде невеличка ріжуча частина бранш.
- Голкотримач Хагедорн (Hagedorn(англ.))[2]